# محمد العملة
خطأ لوا في mw.text.lua على السطر 25: bad argument #1 to 'match' (string expected, got nil).
محمد سمير يوسف العملة هو لاعب كرة قدم أردني، يلعب حالياً كلاعب خط وسط مهاجم لنادي مغير السرحان ومنتخب الأردن تحت 23 سنة.

## الأهداف الدولية

### مع تحت 19 سنة
| # | تاريخ         | مكان   | الخصم   | الأهداف | نتيجة | مسابقة                            |
| - | ------------- | ------ | ------- | ------- | ----- | --------------------------------- |
| 1 | 4 نوفمبر 2011 | الدوحة | البحرين | 3-0     | فوز   | تصفيات بطولة آسيا تحت 19 سنة 2012 |